# May Hardcastle
Pour les articles homonymes, voir Hardcastle.
May Hardcastle, née le 6 mai 1913 et morte le 2 août 2002, est une joueuse de tennis australienne des années 1930.
En 1939, elle a été finaliste du double dames du Championnat d'Australie, associée à Emily Hood Westacott. 

## Palmarès (partiel)

### Finale en double dames
| No | Date       | Nom et lieu du tournoi             | Catégorie | Surface      | Vainqueures               | Partenaire           | Score    |          |
| -- | ---------- | ---------------------------------- | --------- | ------------ | ------------------------- | -------------------- | -------- | -------- |
| 1  | 20/01/1939 | Australian Championships Melbourne | G. Chelem | Gazon (ext.) | Thelma Coyne Nancye Wynne | Emily Hood Westacott | 7-5, 6-4 | Parcours |

## Parcours en Grand Chelem (partiel)
Si l’expression « Grand Chelem » désigne classiquement les quatre tournois les plus importants de l’histoire du tennis, elle n'est utilisée pour la première fois qu'en 1933, et n'acquiert la plénitude de son sens que peu à peu à partir des années 1950.

### En simple dames
| Année | Championnat d'Australie | Championnat d'Australie | Internationaux de France | Internationaux de France | Wimbledon | Wimbledon | US National | US National |
| ----- | ----------------------- | ----------------------- | ------------------------ | ------------------------ | --------- | --------- | ----------- | ----------- |
| 1933  | 1er tour (1/16)         | Coral Buttsworth        | -                        | -                        | -         | -         | -           | -           |
| 1936  | 1/4 de finale           | Thelma Coyne            | -                        | -                        | -         | -         | -           | -           |
| 1937  | 2e tour (1/8)           | Vera Selwyn             | -                        | -                        | -         | -         | -           | -           |
| 1938  | 1/4 de finale           | Dorothy Bundy           | -                        | -                        | -         | -         | -           | -           |
| 1939  | 1/4 de finale           | Nell Hall Hopman        | -                        | -                        | -         | -         | -           | -           |
| 1940  | 1/4 de finale           | Joan Hartigan           | -                        | -                        | -         | -         | -           | -           |

À droite du résultat, l’ultime adversaire.

### En double dames
| Année | Championnat d'Australie    | Championnat d'Australie   | Internationaux de France | Internationaux de France | Wimbledon | Wimbledon | US National | US National |
| ----- | -------------------------- | ------------------------- | ------------------------ | ------------------------ | --------- | --------- | ----------- | ----------- |
| 1933  | 2e tour (1/8) J. Williams  | D. Bellamy M. Muirhead    | -                        | -                        | -         | -         | -           | -           |
| 1936  | 1er tour (1/8) Pearl Stern | May Blick K. Woodward     | -                        | -                        | -         | -         | -           | -           |
| 1937  | 1/4 de finale Peg Menzies  | Thelma Coyne Nancye Wynne | -                        | -                        | -         | -         | -           | -           |
| 1938  | 1/2 finale G. O'Halloran   | Nancye Wynne Thelma Coyne | -                        | -                        | -         | -         | -           | -           |
| 1939  | Finale Emily Hood          | Thelma Coyne Nancye Wynne | -                        | -                        | -         | -         | -           | -           |
| 1940  | 1/4 de finale Nell Hall    | R. Rees K. Woodward       | -                        | -                        | -         | -         | -           | -           |

Sous le résultat, la partenaire ; à droite, l’ultime équipe adverse.

### En double mixte
| Année | Championnat d'Australie     | Championnat d'Australie     | Internationaux de France | Internationaux de France | Wimbledon | Wimbledon | US National | US National |
| ----- | --------------------------- | --------------------------- | ------------------------ | ------------------------ | --------- | --------- | ----------- | ----------- |
| 1933  | 2e tour (1/8) R. Cummings   | D. Weston D. Turnbull       | -                        | -                        | -         | -         | -           | -           |
| 1936  | 1er tour (1/8) J. Grinstead | G. Griffiths L. Schwartz    | -                        | -                        | -         | -         | -           | -           |
| 1937  | 1er tour (1/8) V. Kelly     | Joan Hartigan Arthur Huxley | -                        | -                        | -         | -         | -           | -           |
| 1938  | 2e tour (1/8) Alfred Chave  | Thelma Coyne Jack Crawford  | -                        | -                        | -         | -         | -           | -           |
| 1939  | 1er tour (1/8) Max Bonner   | M. Wilson John Bromwich     | -                        | -                        | -         | -         | -           | -           |
| 1940  | 1/2 finale John Bromwich    | Nell Hall Harry Hopman      | -                        | -                        | -         | -         | -           | -           |

Sous le résultat, le partenaire ; à droite, l’ultime équipe adverse.